# عائشة الدويهي
عائشة الدويهي ناشطة مغربية في مجال حقوق الإنسان، تشغل رئيسة مرصد الصحراء للسلم والديمقراطية وحقوق الإنسان، المُناهض لجبهة البوليساريو. تعمل الدويهي متحدثة باسم الأشخاص المختطفين والأسرى المحتجزين في معسكرات البوليساريو، وتسعى إلى مكافحة الدعاية والمعلومات المضللة التي تستهدف النساء المستضعفات. في عام 2019، حصلت على الجائزة الأوروبية الدولية للنساء الرائدات في البرلمان الأوروبي.

## مسيرتها
الدويهي من مواليد مدينة العيون المغربية، حاصلة على إجازة في الاقتصاد (إدارة الاستثمار) من جامعة القاضي عياض بمراكش، وعلى شهادة الدراسات المعمقة في اقتصاد المنظمات ومؤسسات الموارد البشرية من جامعة محمد الخامس أكدال بالرباط.
كانت بدايتها المهنية كمسؤولة إقليمية عن الشؤون النسوية، وأستاذة مكونة في تسيير المقاولات. نشطت في العمل الجمعوي والحقوقي حيث ساهمت في تأسيس العديد من منظمات حقوق الإنسان على المستويين الإقليمي والوطني، التي تهتم بالدفاع عن المختطفين والأسرى وحقوق المرأة، على غرار «شبكة نحن للمدافعين/ات عن حقوق النساء بشمال افريقيا والشرق الأوسط»، بدعم من المكتب الإقليمي للمفوضية السامية لحقوق الانسان للأمم المتحدة، بمكتب بيروت.
بصفتها رئيسة لمرصد الصحراء، فإن الدويهي مسؤولة عن التواصل مع المنظمات غير الحكومية الأخرى. سبق للدويهي أن أصدرت بيانًا يُدين الصمت الدولي على حالة مخيمات البوليساريو في تندوف ولحمادة، والمحاكمات والاعتقالات التعسفية التي تطال الصحفيين ونشطاء حقوق الإنسان.
كما ضغطت الدويهي على مجلس الأمن التابع للأمم المتحدة لمعالجة عدم المساواة والتمييز على أساس الجنس فيما يتعلق بدور المرأة في إرساء السلام في المنطقة. ولهذه الغاية، ساعدت في إنشاء العديد من مبادرات ومشاريع المواطنين التي تستهدف تحسين أوضاع الأطفال، فضلاً عن المبادرات التي تسعى للحد من الاتجار بالبشر.
وأشادت بجهود هيئة الإنصاف والمصالحة والإصلاحات التي تمت بعد اعتماد الإصلاحات الدستورية لعام 2011 في المغرب.

### جائحة كوفيد -19
في عام 2020، أنشأت الدويهي برنامجًا بعنوان «أفكاريش الصحراء» (أبطال الصحراء)، كان يستهدف الأطفال في المنطقة، ومنحهم الفرصة لمشاركة تجاربهم حول التعلم عن بعد في الحجر الصحي خلال جائحة كوفيد-19، بالإضافة إلى المساهمة في الثقافة والفن والإبداع على منصة الإنترنت لخلق جو إيجابي في الأسر. قام مرصد الصحراء بجهود تثقيفية عامة لدعم تدابير التباعد الاجتماعي، مع مراقبة الحقوق والحريات التي يمكن تقييدها من خلال تدابير الحجر الصحي. كما نظم المرصد جلسات التعلم عن بعد لقادة الشباب حول المناصرة المدنية وإعداد التقارير، وللمدافعين عن حقوق المرأة في منطقة الشرق الأوسط وشمال أفريقيا، مع التركيز على العنف ضد المرأة أثناء وباء كوفيد -19.